# 试衣间

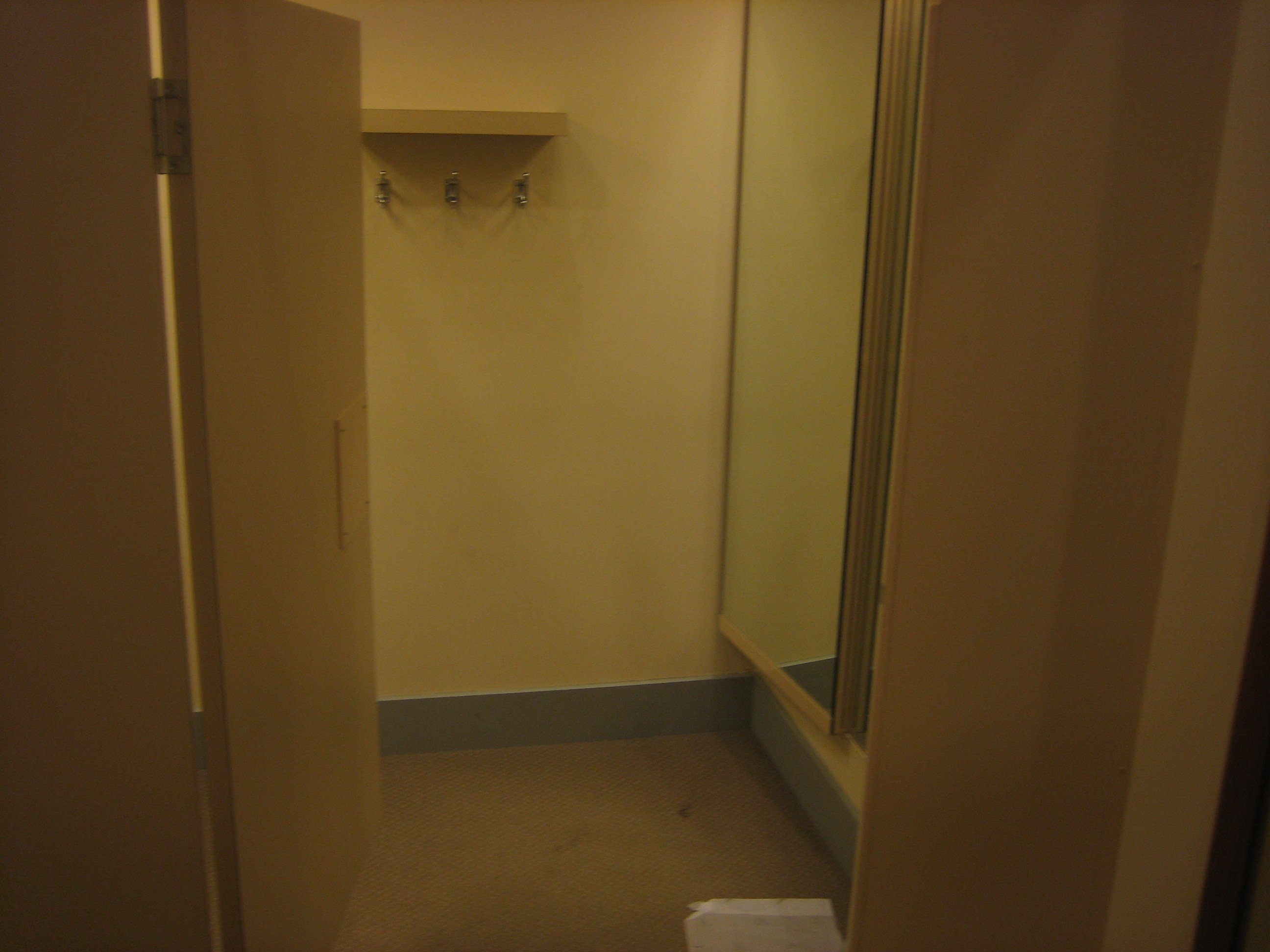
有門的試身室

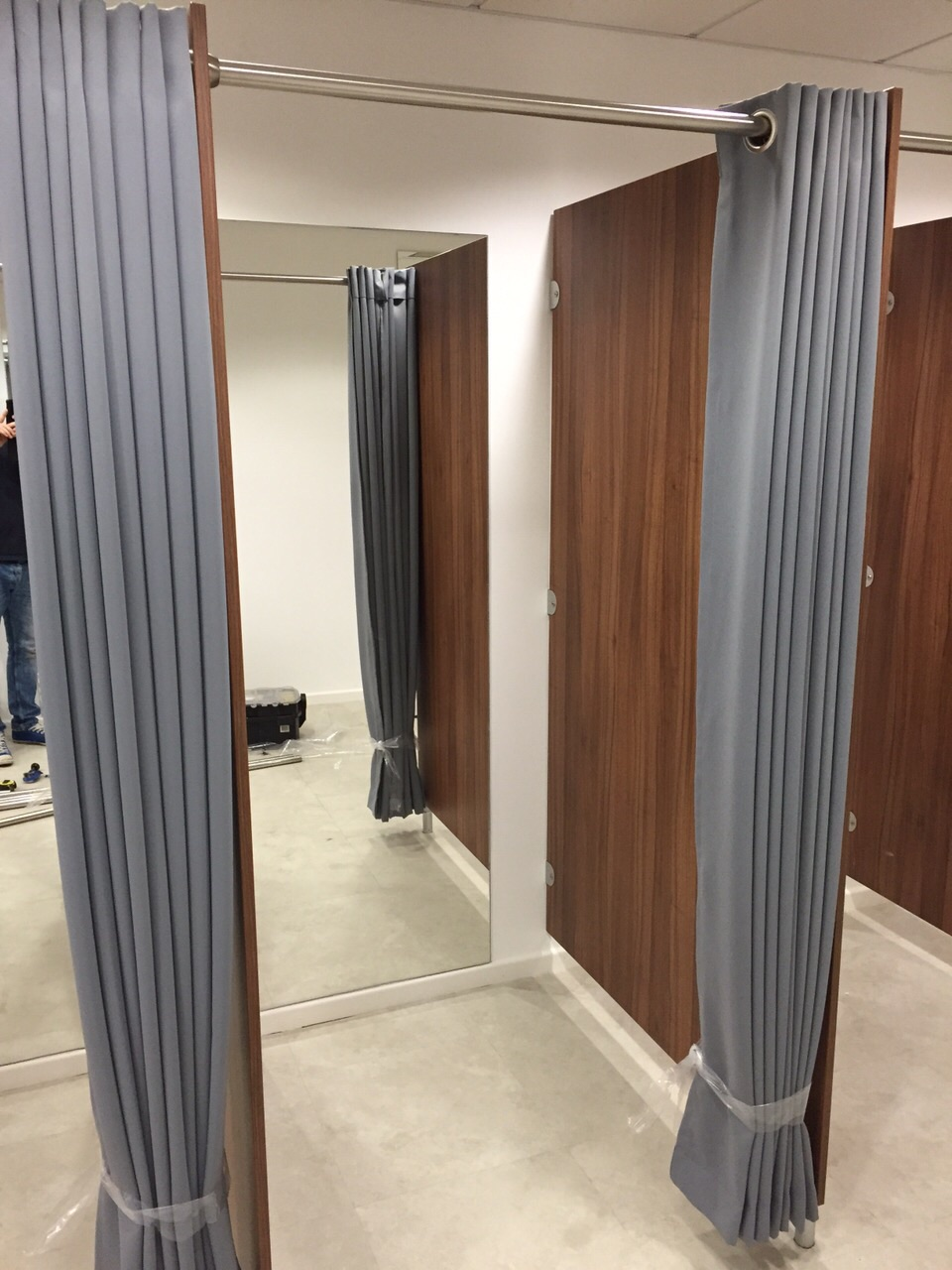
百貨公司的試身室，用布簾代替門

試身室（fitting room），又稱試身室，是服裝店、百貨公司的設施之一，供客人試穿店內售賣的衣服。其目的是在客人可以保持隱私的的情形下，可以脫去部份衣物，並且試穿衣服。因此在服裝店及百貨公司常見有試身室，但像帽子店、鞋店等，販售的衣物不需脫衣就可以試穿，就不會有試身室。
試身室通常有提供鏡子和掛衣勾，有些也會有凳子，若試身室有門，一般會有鎖可以從內部鎖上。有些試身室只是用布簾包圍而成。有些試身室是位於店內固定位置，而百貨公司有些試身室可移動，方便於公司內不同位置售賣服裝。

## 歷史
第一個試身室是跟著百貨公司的普及而一起出現的。埃米尔·左拉在小說《妇女乐园》中曾提到試身室，也有說明是禁止男性入內。不過到了亨利·热尔韦在1906年為Jeanne Paquin時，已可以允許男性入內。

## 規則

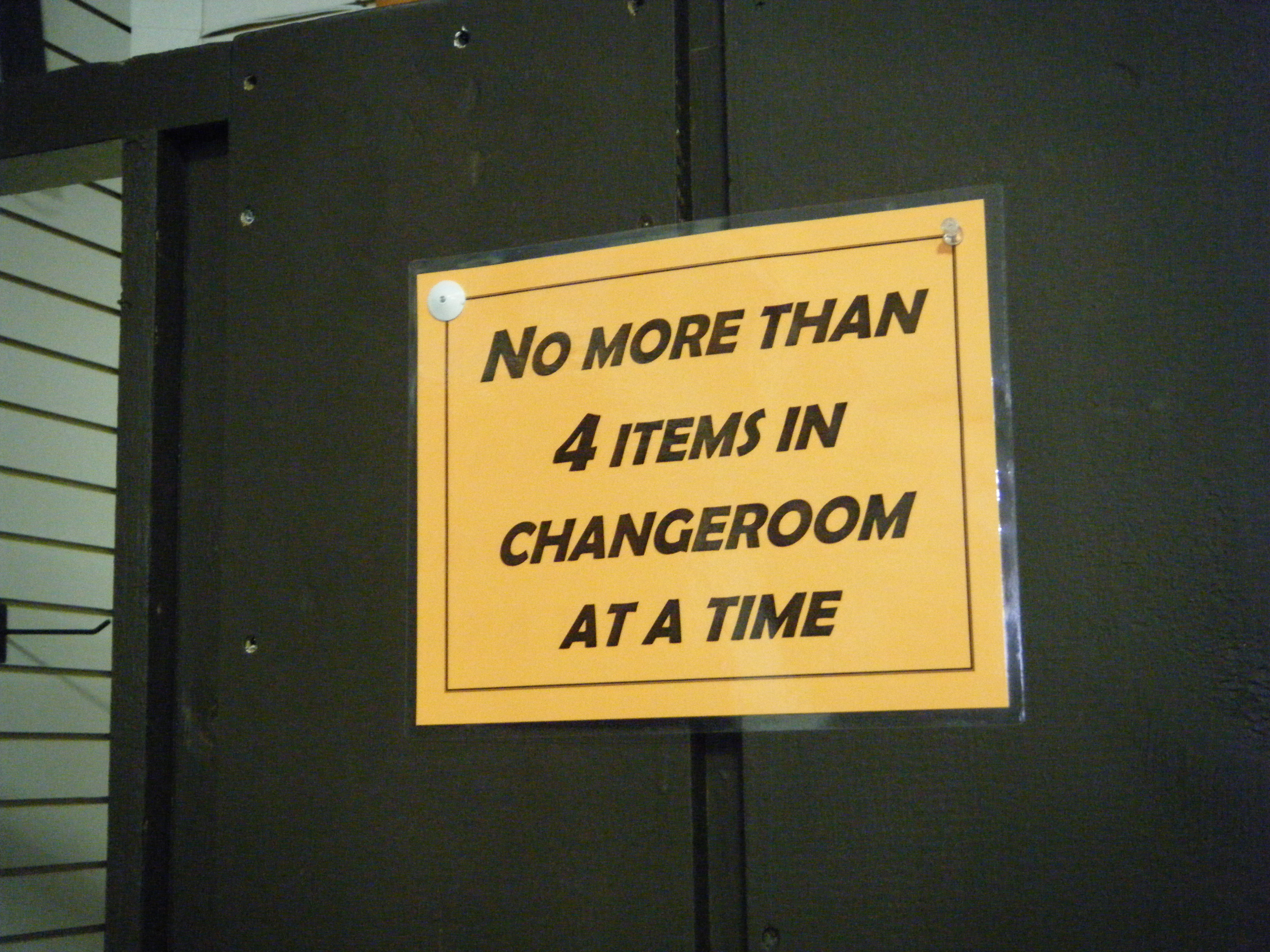
試衣間的告示，說明一次最多只能帶四件衣服入內更換

服裝店一般會在試衣間前張貼相關的規定，例如每次最多可帶入更換衣物的數量。

## 安全性
試衣間保護了更衣者的隱私，但也帶來安全上的問題，有可能會有人濫用試衣間，在其中販售藥物，或是偷竊百貨公司尚未結帳的衣物。有些百貨公司會在其試衣間內加裝監控攝影機。